# Utcubamba
Utcubamba is een provincie in de regio Amazonas in Peru. De provincie heeft een oppervlakte van 3.843 km² en telt 118.597 inwoners (2015). De hoofdplaats van de provincie is het district Bagua Grande; dit district vormt de stad   (ciudad) Bagua Grande.

## Bestuurlijke indeling
De provincie is verdeeld in zeven districten, UBIGEO tussen haakjes:
- (010701) Bagua Grande, hoofdplaats van de provincie en vormt de stad (ciudad) Bagua Grande
- (010702) Cajaruro
- (010703) Cumba
- (010704) El Milagro
- (010705) Jamalca
- (010706) Lonya Grande
- (010707) Yamon

Bagua · Bongará · Chachapoyas · Condorcanqui · Luya · Rodríguez de Mendoza · Utcubamba